# Borussia Verein für Leibesübungen 1900 Mönchengladbach 1997-1998
Questa voce raccoglie le informazioni riguardanti il Borussia Verein für Leibesübungen 1900 Mönchengladbach nelle competizioni ufficiali della stagione 1997-1998.

## Stagione
Nella stagione 1997-1998 il Borussia Mönchengladbach, allenato da Hans Bongartz, Norbert Meier e Friedel Rausch, concluse il campionato di Bundesliga al 15º posto. In Coppa di Germania il Borussia Mönchengladbach fu eliminato al primo turno dall'Hannover 96.

## Rosa
| N. |                     | Ruolo | Calciatore            |
| -- | ------------------- | ----- | --------------------- |
| 1  | Germania (bandiera) | P     | Uwe Kamps             |
| 2  | Germania (bandiera) | D     | Thomas Kastenmaier    |
| 3  | Germania (bandiera) | D     | Michael Klinkert      |
| 4  | Svezia (bandiera)   | D     | Patrik Andersson      |
| 5  | Germania (bandiera) | C     | Christian Hochstätter |
| 6  | Romania (bandiera)  | C     | Ioan Lupescu          |
| 7  | Germania (bandiera) | C     | Karlheinz Pflipsen    |
| 8  | Germania (bandiera) | C     | Peter Wynhoff         |
| 9  | Polonia (bandiera)  | A     | Andrzej Juskowiak     |
| 10 | Germania (bandiera) | C     | Stefan Effenberg      |
| 11 | Svezia (bandiera)   | A     | Jörgen Pettersson     |
| 12 | Germania (bandiera) | D     | Stephan Paßlack       |
| 13 | Germania (bandiera) | C     | Martin Schneider      |

| N. |                      | Ruolo | Calciatore         |
| -- | -------------------- | ----- | ------------------ |
| 14 | Norvegia (bandiera)  | D     | Morten Pedersen    |
| 15 | Germania (bandiera)  | C     | Marcel Witeczek    |
| 16 | Brasile (bandiera)   | C     | Chiquinho          |
| 18 | Germania (bandiera)  | A     | Marco Villa        |
| 19 | Germania (bandiera)  | C     | Thomas Hoersen     |
| 20 | Germania (bandiera)  | P     | Robert Enke        |
| 21 | Germania (bandiera)  | C     | Markus Hausweiler  |
| 22 | Germania (bandiera)  | C     | Marcel Ketelaer    |
| 23 | Ucraina (bandiera)   | A     | Andrij Voronin     |
| 26 | Danimarca (bandiera) | A     | Per Pedersen       |
| 27 | Germania (bandiera)  | C     | Sven Lintjens      |
| 28 | Grecia (bandiera)    | C     | Valandi Anagnostou |

## Organigramma societario
Area tecnica
- Allenatore: Friedel Rausch
- Allenatore in seconda: Ignaz Good
- Preparatore dei portieri:
- Preparatori atletici:

## Calciomercato

### Sessione estiva
| Acquisti | Acquisti        | Acquisti      | Acquisti |
| R.       | Nome            | da            | Modalità |
| -------- | --------------- | ------------- | -------- |
| A        | Per Pedersen    | Blackburn     |          |
| C        | Sven Lintjens   | Uerdingen 05  |          |
| D        | Morten Pedersen | Brann         |          |
| C        | Marcel Witeczek | Bayern Monaco |          |

| Cessioni | Cessioni             | Cessioni              | Cessioni |
| R.       | Nome                 | a                     | Modalità |
| -------- | -------------------- | --------------------- | -------- |
| A        | Martin Dahlin        | Blackburn             |          |
| P        | Jörg Kässmann        | Roda JC               |          |
| C        | Davor Krznaric       | BFC Dynamo            |          |
| A        | Damian Mori          | Adelaide City         |          |
| D        | Jörg Neun            | Duisburg              |          |
| C        | Peter Nielsen        | Copenaghen            |          |
| D        | Stephan Schulz-Winge | Homburg               |          |
| D        | Joachim Stadler      | Ulma                  |          |
| C        | Dirk Wolf            | Eintracht Francoforte |          |

### Sessione invernale
| Acquisti | Acquisti | Acquisti | Acquisti |
| R.       | Nome     | da       | Modalità |
| -------- | -------- | -------- | -------- |

| Cessioni | Cessioni        | Cessioni        | Cessioni |
| R.       | Nome            | a               | Modalità |
| -------- | --------------- | --------------- | -------- |
| D        | Hubert Fournier | Olympique Lione |          |

## Risultati

### Bundesliga

#### Girone di andata
| Arbitro: | Merk |

|                                 |           |                     |
| Weetendorf 72’ Salihamidžić 90’ | Marcatori | 38’, 47’ Pettersson |

| Arbitro: | Strampe |

|                |           |            |
| Pettersson 17’ | Marcatori | 55’ Strunz |

| Arbitro: | Zerr |

|                      |           |                           |
| Schmidt 31’ Veit 69’ | Marcatori | 79’ Wynhoff 90’ Effenberg |

| Arbitro: | Krug |

|                                                     |           |                      |
| Witeczek 25’ Andersson 28’ Wynhoff 41’ Pflipsen 73’ | Marcatori | 51’ (aut.) Andersson |

| Arbitro: | Aust |

|                  |           |  |
| de Kock 14’, 58’ | Marcatori |  |

| Arbitro: | Wagner |

|                             |           |                |
| Effenberg 78’ Juskowiak 79’ | Marcatori | 15’ Sundermann |

| Arbitro: | Berg |

|                            |           |  |
| Bobic 18’, 20’ Balăkov 50’ | Marcatori |  |

| Arbitro: | Heynemann |

|               |           |             |
| Chiquinho 89’ | Marcatori | 49’ Schroth |

| Arbitro: | Albrecht |

|         |           |  |
| Flo 75’ | Marcatori |  |

| Arbitro: | Kemmling |

|                                                                   |           |                    |
| Hochstätter 7’, 37’ Lupescu 62’ (rig.) Pettersson 76’ Paßlack 79’ | Marcatori | 34’ (rig.) Winkler |

| Arbitro: | Fandel |

|                            |           |            |
| Reeb 2’ Reina 32’ Daei 90’ | Marcatori | 7’ Paßlack |

| Arbitro: | Buchhart |

|                             |           |                         |
| Pettersson 9’ Andersson 89’ | Marcatori | 23’ Meijer 78’ Feldhoff |

| Arbitro: | Steinborn |

|                                            |           |                                                                      |
| Wohlert 7’ Osthoff 24’ Skoog 81’ Salou 88’ | Marcatori | 8’ Schneider 37’ Hochstätter 70’, 90’ Juskowiak 76’ (rig.) Effenberg |

| Arbitro: | Wack |

|            |           |           |
| Paßlack 4’ | Marcatori | 16’ Booth |

| Arbitro: | Stark |

|               |           |                              |
| Andersson 65’ | Marcatori | 29’ Buck 49’ Kuka 76’ Rische |

| Arbitro: | Berg |

|                  |           |  |
| Neuville 7’, 28’ | Marcatori |  |

| Arbitro: | Fröhlich |

|  |           |                          |
|  | Marcatori | 24’ Kovačević 29’ Präger |

#### Girone di ritorno
| Arbitro: | Zerr |

|              |           |           |
| Klinkert 16’ | Marcatori | 68’ Spörl |

| Arbitro: | Fandel |

|                                |           |                              |
| Jancker 20’, 50’ Nerlinger 52’ | Marcatori | 63’ Effenberg 87’ Pettersson |

| Arbitro: | Krug |

|                                                      |           |                    |
| Klinkert 10’ Pflipsen 36’ Effenberg 65’ Pedersen 80’ | Marcatori | 5’ Čović 7’ Preetz |

| Arbitro: | Merk |

|                                      |           |                     |
| Baumann 30’ Schuster 68’ Polster 84’ | Marcatori | 51’, 72’ Pettersson |

| Arbitro: | Strampe |

|  |           |         |
|  | Marcatori | 41’ Max |

| Arbitro: | Steinborn |

|                               |           |                |
| Dickhaut 45’ Peschel 48’, 77’ | Marcatori | 27’ Pettersson |

| Mönchengladbach 28 febbraio 1998, ore 15:30 CET 24ª giornata | Borussia M'gladbach | 0 – 0 referto | Stoccarda | Bökelbergstadion (24 000 spett.)\| Arbitro: \| Keßler \| |
| Arbitro:                                                     | Keßler              |               |           |                                                          |

| Arbitro: | Berg |

|                      |           |                                                   |
| Régis 28’ Keller 58’ | Marcatori | 17’, 88’ Paßlack 49’ Juskowiak 68’, 90’ Effenberg |

| Mönchengladbach 14 marzo 1998, ore 15:30 CET 26ª giornata | Borussia M'gladbach | 0 – 0 referto | Werder Brema | Bökelbergstadion (28 000 spett.)\| Arbitro: \| Merk \| |
| Arbitro:                                                  | Merk                |               |              |                                                        |

| Arbitro: | Steinborn |

|                        |           |  |
| Hobsch 45’ Ouakili 54’ | Marcatori |  |

| Mönchengladbach 28 marzo 1998, ore 15:30 CET 28ª giornata | Borussia M'gladbach | 0 – 0 referto | Arminia Bielefeld | Bökelbergstadion (30 200 spett.)\| Arbitro: \| Albrecht \| |
| Arbitro:                                                  | Albrecht            |               |                   |                                                            |

| Arbitro: | Kemmling |

|             |           |                |
| Kirsten 49’ | Marcatori | 51’ Pettersson |

| Arbitro: | Fröhlich |

|  |           |                          |
|  | Marcatori | 27’, 37’ Spies 39’ Salou |

| Arbitro: | Koop |

|                 |           |                             |
| Júlio César 72’ | Marcatori | 38’ Pettersson 42’ Pflipsen |

| Arbitro: | Heynemann |

|                         |           |                               |
| Marschall 45’, 61’, 90’ | Marcatori | 16’ Hausweiler 43’ Pettersson |

| Arbitro: | Dardenne |

|                                                                        |           |                         |
| Lupescu 40’ (rig.) Wynhoff 43’ Pflipsen 68’ Voronin 89’ Pettersson 90’ | Marcatori | 25’ Neuville 57’ Rehmer |

| Arbitro: | Fandel |

|  |           |                           |
|  | Marcatori | 13’ Effenberg 35’ Wynhoff |

### Coppa di Germania
| Arbitro: | Sippel |

|                                           |                      |                                    |
| Rasiejewski 56’                           | Marcatori            | 4’ Juskowiak                       |
| Biçici Ernst Fischer Dietrich Milovanović | Tiri di rigore 5 – 3 | Lupescu Wynhoff Schneider Ketelaer |

## Statistiche

### Statistiche di squadra
| Competizione      | Punti | In casa | In casa | In casa | In casa | In casa | In casa | In trasferta | In trasferta | In trasferta | In trasferta | In trasferta | In trasferta | Totale | Totale | Totale | Totale | Totale | Totale | DR |
| Competizione      | Punti | G       | V       | N       | P       | Gf      | Gs      | G            | V            | N            | P            | Gf           | Gs           | G      | V      | N      | P      | Gf     | Gs     | DR |
| ----------------- | ----- | ------- | ------- | ------- | ------- | ------- | ------- | ------------ | ------------ | ------------ | ------------ | ------------ | ------------ | ------ | ------ | ------ | ------ | ------ | ------ | -- |
| Bundesliga        | 38    | 17      | 5       | 8       | 4       | 27      | 22      | 17           | 4            | 3            | 10           | 27           | 37           | 34     | 9      | 11     | 14     | 54     | 59     | -5 |
| Coppa di Germania | -     | 0       | 0       | 0       | 0       | 0       | 0       | 1            | 0            | 1            | 0            | 1            | 1            | 1      | 0      | 1      | 0      | 1      | 1      | 0  |
| Totale            | 38    | 17      | 5       | 8       | 4       | 27      | 22      | 18           | 4            | 4            | 10           | 28           | 38           | 35     | 9      | 12     | 14     | 55     | 60     | -5 |

### Andamento in campionato
| Giornata  | 1 | 2  | 3  | 4 | 5  | 6 | 7  | 8  | 9  | 10 | 11 | 12 | 13 | 14 | 15 | 16 | 17 | 18 | 19 | 20 | 21 | 22 | 23 | 24 | 25 | 26 | 27 | 28 | 29 | 30 | 31 | 32 | 33 | 34 |
| --------- | - | -- | -- | - | -- | - | -- | -- | -- | -- | -- | -- | -- | -- | -- | -- | -- | -- | -- | -- | -- | -- | -- | -- | -- | -- | -- | -- | -- | -- | -- | -- | -- | -- |
| Luogo     | T | C  | T  | C | T  | C | T  | C  | T  | C  | T  | C  | T  | C  | C  | T  | C  | C  | T  | C  | T  | C  | T  | C  | T  | C  | T  | C  | T  | C  | T  | T  | C  | T  |
| Risultato | N | N  | N  | V | P  | V | P  | N  | P  | V  | P  | N  | V  | N  | P  | P  | P  | N  | P  | V  | P  | P  | P  | N  | V  | N  | P  | N  | N  | P  | V  | P  | V  | V  |
| Posizione | 7 | 11 | 13 | 9 | 12 | 7 | 10 | 11 | 14 | 11 | 12 | 13 | 8  | 9  | 11 | 14 | 16 | 15 | 17 | 13 | 15 | 16 | 17 | 18 | 15 | 16 | 17 | 17 | 17 | 17 | 17 | 17 | 16 | 15 |

Legenda:

Luogo: C = Casa; T = Trasferta. Risultato: V = Vittoria; N = Pareggio; P = Sconfitta.

### Statistiche dei giocatori
| Giocatore      | Bundesliga | Bundesliga | Bundesliga  | Bundesliga | Coppa di Germania | Coppa di Germania | Coppa di Germania | Coppa di Germania | Totale   | Totale | Totale      | Totale     |
| Giocatore      | Presenze   | Reti       | Ammonizioni | Espulsioni | Presenze          | Reti              | Ammonizioni       | Espulsioni        | Presenze | Reti   | Ammonizioni | Espulsioni |
| -------------- | ---------- | ---------- | ----------- | ---------- | ----------------- | ----------------- | ----------------- | ----------------- | -------- | ------ | ----------- | ---------- |
| V. Anagnostou  | 7          | 0          | 1           | 0          | 0                 | 0                 | 0                 | 0                 | 7        | 0      | 1           | 0          |
| P. Andersson   | 30         | 3          | 3           | 1          | 1                 | 0                 | 0                 | 0                 | 31       | 3      | 3           | 1          |
| C. Chiquinho   | 17         | 1          | 1           | 0          | 1                 | 0                 | 0                 | 0                 | 18       | 1      | 1           | 0          |
| S. Effenberg   | 28         | 8          | 15          | 1          | 1                 | 0                 | 0                 | 0                 | 29       | 8      | 15          | 1          |
| R. Enke        | 0          | 0          | 0           | 0          | 0                 | 0                 | 0                 | 0                 | 0        | 0      | 0           | 0          |
| H. Fournier    | 9          | 0          | 0           | 0          | 1                 | 0                 | 0                 | 0                 | 10       | 0      | 0           | 0          |
| M. Hausweiler  | 8          | 1          | 1           | 0          | 0                 | 0                 | 0                 | 0                 | 8        | 1      | 1           | 0          |
| C. Hochstätter | 19         | 3          | 4           | 0          | 0                 | 0                 | 0                 | 0                 | 19       | 3      | 4           | 0          |
| T. Hoersen     | 10         | 0          | 1           | 0          | 0                 | 0                 | 0                 | 0                 | 10       | 0      | 1           | 0          |
| A. Juskowiak   | 24         | 4          | 2           | 1          | 1                 | 1                 | 0                 | 0                 | 25       | 5      | 2           | 1          |
| U. Kamps       | 34         | 0          | 0           | 0          | 1                 | 0                 | 0                 | 0                 | 35       | 0      | 0           | 0          |
| T. Kastenmaier | 0          | 0          | 0           | 0          | 0                 | 0                 | 0                 | 0                 | 0        | 0      | 0           | 0          |
| M. Ketelaer    | 25         | 0          | 2           | 0          | 1                 | 0                 | 0                 | 0                 | 26       | 0      | 2           | 0          |
| M. Klinkert    | 25         | 2          | 6           | 0          | 0                 | 0                 | 0                 | 0                 | 25       | 2      | 6           | 0          |
| S. Lintjens    | 2          | 0          | 0           | 0          | 0                 | 0                 | 0                 | 0                 | 2        | 0      | 0           | 0          |
| I. Lupescu     | 21         | 2          | 2           | 0          | 1                 | 0                 | 0                 | 0                 | 22       | 2      | 2           | 0          |
| S. Paßlack     | 27         | 5          | 8           | 0          | 0                 | 0                 | 0                 | 0                 | 27       | 5      | 8           | 0          |
| M. Pedersen    | 5          | 0          | 0           | 0          | 1                 | 0                 | 0                 | 0                 | 6        | 0      | 0           | 0          |
| P. Pedersen    | 14         | 1          | 0           | 0          | 0                 | 0                 | 0                 | 0                 | 14       | 1      | 0           | 0          |
| J. Pettersson  | 33         | 13         | 3           | 0          | 1                 | 0                 | 1                 | 0                 | 34       | 13     | 4           | 0          |
| K. Pflipsen    | 32         | 4          | 5           | 0          | 1                 | 0                 | 0                 | 0                 | 33       | 4      | 5           | 0          |
| M. Schneider   | 33         | 1          | 5           | 0          | 1                 | 0                 | 0                 | 0                 | 34       | 1      | 5           | 0          |
| M. Villa       | 6          | 0          | 0           | 0          | 0                 | 0                 | 0                 | 0                 | 6        | 0      | 0           | 0          |
| A. Voronin     | 7          | 1          | 0           | 0          | 0                 | 0                 | 0                 | 0                 | 7        | 1      | 0           | 0          |
| M. Witeczek    | 31         | 1          | 3           | 0          | 1                 | 0                 | 0                 | 0                 | 32       | 1      | 3           | 0          |
| P. Wynhoff     | 20         | 4          | 3           | 0          | 1                 | 0                 | 0                 | 0                 | 21       | 4      | 3           | 0          |